# Parömiograph
Ein Parömiograph ist ein altgriechischer Gelehrter, der die Parömien (Sprichwörter) des griechischen Volkes zusammenstellte.

## Bedeutung
Der Begriff wird aber auch allgemeiner für Gelehrte verwendet, die Sprichwörter sammeln. Parömiographie bezeichnet den Vorgang der Sprichwort-Lexikografie, also der Zusammenstellung von Sprichwörtern, wie auch die Sprichwörtersammlung als Schriftwerk – eine bekannte antike Sammlung wurde von Ernst von Leutsch und Friedrich Wilhelm Schneidewin herausgegeben (Corpus paroemiographorum Graecorum. Göttingen 1839. Nachdruck: Olms, Hildesheim 1958). Parömiologie ist die Sprichwörtererklärung.

## Bedeutende Parömiographen
- Zenobios (2. Jahrh. n. Chr.), Sophist und Philologe
- Diogenianos Grammatikos (2. Jahrh. n. Chr.)
- Gregorios II. Kyprios, * 1241, um 1283–1289 Patriarch von Konstantinopel
- Michael Apostolios aus Byzanz (um 1422–1480), griechischer Schriftsteller
- Karl Friedrich Wilhelm Wander (1803–1879), deutscher Sprichwortsammler[3]